# Tetsugyū Dōki
Tetsugyū Dōki (jap. 鉄牛 道機; * 25. August 1628 (Kan’ei 5/7/26) in der Provinz Nagato; † 2. Oktober 1700 in Edo) war ein Mönch der Ōbaku-shū des japanischen Zen-Buddhismus, der die Organisation wesentlich mit aufbaute.

## Lebensweg
Der Vater Tetsugyū Dōkis hieß mit Familiennamen Masuda, seine Mutter Nagatomi. Als Tetsugyū sieben Jahre alt war, zog die Familie zu den Eltern der Mutter, nachdem ihr Haus abgebrannt war. Als er elf war, wurde er in einen Tempel gegeben und dort als Fünfzehnjähriger ordiniert. Angeblich wegen von übermäßigem Sutrenlesen verursachter Überanstrengung, erblindete er teilweise für etwa drei Jahre. Nachdem sich sein Augenlicht wieder gebessert hatte, begab er sich auf Wanderschaft.
Im Jahre 1648 trat er in den Myōshin-ji, der Rinzai-shū, in Kyōto ein. Trotz seines jugendlichen Alters erhielt er bis 1654 mehrere Angebote Vorsteher kleinerer Tempel in der Kansai-Region zu werden, die er jedoch ablehnte, da er mit seinen Fortschritten als Meditierender nicht zufrieden war. Ein Studium unter einem in Japan ansässigen chinesischen Meister der Ōbaku-shū sah er als Substitut für einen Aufenthalt in China, der aufgrund des Ausreiseverbots im Rahmen der Abschließung des Landes unmöglich war.
Die Oberen der Myōshin-ji-Linie, wohl aus Angst sein Talent zu verlieren, verweigerten ihm zweimal die Erlaubnis zu solchen Studien. 1654 hatte er geplant in Nagasaki dem betagten Yin-Yüan seine Reverenz zu erweisen. Später wollte er in den Fukusai-ji (福済寺) unter Leitung des Mu-an eintreten. Er gelangte 1655 schließlich doch nach Nagasaki, wo er im Zenrin-ji, einem Zweigtempel des Myōshin-ji, Aufnahme fand. Es gelang ihm die Erlaubnis zu erhalten, in die Versammlung Mu-ans aufgenommen zu werden. Da zu dieser Zeit die Ōbaku-shū noch nicht als eigene Linie organisiert war, konnte er 1659 wieder im Myōshin-ji eine leitende Position einnehmen.
Nachdem sich die Differenzen nach der Gründung des Mampuku-ji zwischen den beiden Schulen verschärften, entschied sich Tetsugyū 1664 für die Obaku. Er wurde von Mu-an, der inzwischen der zweite Abt des Mampuku-ji geworden war, nochmals ordiniert. 1666 erhielt er von Mu-an, der ihn im folgenden Jahr auch als seinen ersten Dharma-Nachfolger einsetzte, inka (印可).
In Edo übernahm Tetsugyū 1675 das Amt des Abts im Zuishō-ji. Als der oberste Obaku-Mönch in Edo hatte er häufig mit dem Bakufu zu tun. Bereits 1676 wurde er von Tokugawa Ietsuna in einer Audienz empfangen. Im Edo-jō hielt er über mehrere Monate 1694/5 Vorträge für Tokugawa Tsunayoshi. Als sein Lehrer gestorben war, leitete er 1684 die Trauerfeierlichkeiten. Durch seine Verbindungen zum Schwertadel gelang es ihm Stifter für etliche Tempel seiner Schule zu finden, so dass ihn 20 Tempel als Gründer oder Erneuerer führen. Damit trug er wesentlich zur Etablierung einer Organisation seiner noch jungen Sekte bei. Insgesamt benannte er, vor seinem Tod im achten Monat 1700, 34 Dharma-Nachfolger. Die Chōshō-Linie führt sich auf ihn zurück.